# Calocheiridius viridis
Calocheiridius viridis är en spindeldjursart som beskrevs av E.N. Murthy och Taracad Narayanan Ananthakrishnan 1977. Calocheiridius viridis ingår i släktet Calocheiridius och familjen Olpiidae. Inga underarter finns listade.